# Joseph Rauh
Joseph Rauh (Cincinnati, 3 januari 1911 - Washington D.C., 3 september 1992) was een Amerikaans mensenrechtenadvocaat en lobbyist.

## Levensloop
Rauh studeerde economie aan de Harvard-universiteit en behaalde daar zijn graad magna cum laude in 1932. Daarna voltooide hij nog een studie in rechten aan de Harvard Law School.
Na een tijd griffiewerk te hebben verricht voor het Hooggerechtshof werd hij tijdens de Tweede Wereldoorlog in dienst gesteld voor het Amerikaanse leger als expert van de Leen- en Pachtwet. Deze wet uit 1941 maakte het de Verenigde Staten mogelijk materiële hulp te bieden aan landen zonder het uitgangspunt van neutraliteit te schenden. Hij bereikte hier uiteindelijk de rang van luitenant-kolonel. Nog tijdens de oorlog keerde hij terug naar Washington D.C. en werkte hij voor zijn eigen praktijk met zijn focus gericht op vrijheidsrechten.
Samen met Eleanor Roosevelt, Hubert Humphrey en anderen richtte hij in 1947 Americans for Democratic Action op. Hij bleef z'n gehele leven lid van en adviseur voor ADA en was van 1955 tot 1957 was hij voorzitter. Als gedelegeerde tijdens de Democratische Nationale Conventie in 1948 schreef hij de sectie van de burgerrechten voor Humphrey. Door veelvuldig lobbywerk bij het Amerikaans Congres had hij een aandeel in de goedkeuring van de Civil Rights Act van 1964, de Voting Rights Act van 1965 en de Civil Rights Act van 1968.
Verder streed hij tegen het Mccarthyisme en was hij een groot aantal jaren lid van de National Association for the Advancement of Colored People.

## Erkenning
In 1983 kende het Franklin and Eleanor Roosevelt Institute Rauh de Four Freedoms Award toe in de categorie vrijheid van meningsuiting.
op 30 november 1993 werd hem postuum de Presidential Medal of Freedom van president Bill Clinton toegekend, de hoogste erkenning die de Verenigde Staten kennen. In de toelichtingbrief werd zijn sectie van de burgerrechten voor Humphrey beschreven als het fundament voor alle wetten voor mensenrechten en gelijke bescherming die sindsdien in werking zijn gesteld.